# Glentui (Nouvelle-Zélande)
Glentui est une petite localité rurale du district de Waimakariri, dans l’Île du Sud de la Nouvelle-Zélande.
Elle est bien connue pour le « Glentui Meadows», une installation souvent utilisée par des groupes de jeunes et de scolaires pour y faire du camping.

## Climat
La température moyenne en été est de 16,2°C, et en hiver de 5,9°C.
Modèle:Weather box